# Erasmo av Narni

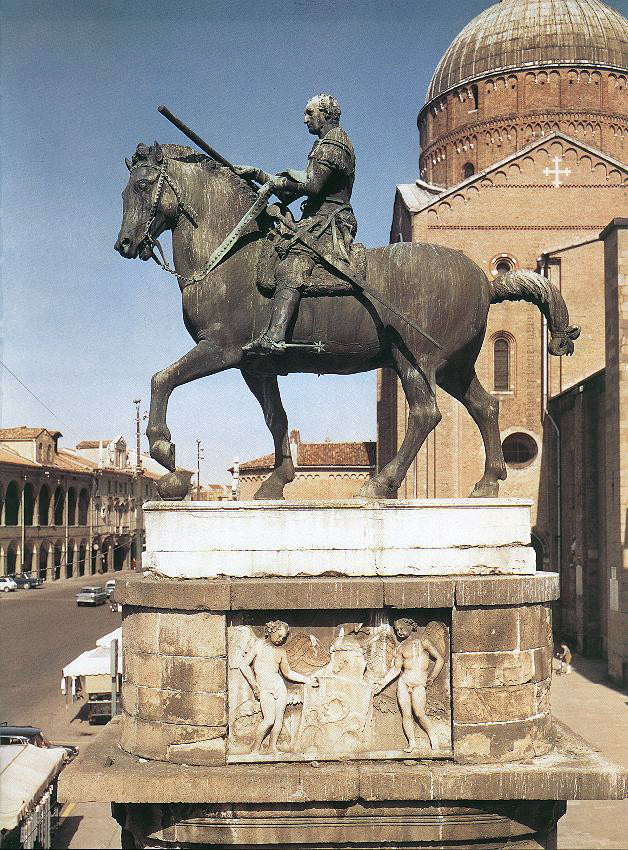
Donatellos ryttarstaty av Gattamelata.

Erasmo av Narni, född 1370 i Narni, död 16 januari 1443 i Padua, mer känd som ”Gattamelata”, var en av de mest kända kondottiärerna under den italienska renässansen.

## Biografi
Erasmo föddes i Narni och tjänstgjorde som legosoldat i ett antal italienska stadsstater och började hos Braccio da Montone och hos påven samt för Venedig i striderna med Visconti i Milano år 1434.
Han har blivit känd genom Donatellos ryttarstaty i brons på Piazza del Santo i Padua, där han blev diktator år 1437.
På den bondgård i Narni där han föddes finns en minnestavla med texten ”Narnia me genuit Gattamelata fui” (”Jag föddes i Narni, jag var Gattamelata”).